# یوسوکه توجی
یوسوکه توجی (ژاپنی: 田路 耀介؛ زادهٔ ۸ آوریل ۲۰۰۱) یک بازیکن فوتبال اهل ژاپن است.
از باشگاه‌هایی که در آن بازی کرده‌است می‌توان به باشگاه فوتبال زویگن کانازاوا اشاره کرد.